# José María Ortega y Nariño
José María Ortega y Nariño Álvarez del Casal (Santafé, 19 de febrero de 1796, 5 de diciembre de 1860) fue un militar, cronista, diplomático y político colombiano.
En 1810 se sumó a las fuerzas revolucionarias de los patriotas. En 1813, ostentando el grado de capitán, ayudó con una pequeña columna en la campaña Admirable por órdenes de Antonio Nariño, su tío. En 1819, durante la campaña libertadora de la Nueva Granada, fue ascendido al grado de teniente coronel. En 1821 alcanzó el grado de coronel gracias a Simón Bolívar. Posteriormente fue ascendido al grado de general de brigada por Bolívar, en octubre de 1827.
Llegó al cargo de comandante general en Santa Marta en diciembre de 1821, en Cundinamarca en noviembre del año siguiente y en Boyacá en 1828. También fue intendente general, primero del departamento del Cauca en julio de 1823 y posteriormente del de Cundinamarca en 1826. Se desempeñó como comandante de armas de Tunja y subjefe del Estado Mayor General en 1827, gobernador de las provincias de Bogotá y Pamplona, intendente general del Ejército y, por último, director del Colegio Militar en 1847.
Ortega se desempeñó en el Senado en 1855, la Cámara de Representantes (1826, 1847 y 1854) y las Asambleas Provinciales (1857-1859). También fue Consejero de Estado (1830-1832), ministro de estado a principio de los años 40 y finales de los años 50 del siglo XIX, y miembro de un cuerpo diplomático enviado a Ecuador (1842).
Escribió unos Apuntes autobiográficos sobre su carrera política y militar. Estos fueron publicados en los números 6 a 15, volumen I, de la Revista del Colegio del Rosario, año 1905.

## Biografía
José María Gabino Alberto Ortega y Nariño nació en Santafé, el 19 de febrero de 1796, en el seno de una familia acomodada de la ciudad. Su casa de nacimiento estaba a espaldas de la iglesia La Tercera en la actual carrera octava, siendo bautizado el día de su nacimiento en la iglesia de Las Nieves.
Estudió matemáticas con Francisco José de Caldas y Bernardo del Anillo, y letras con Lorenzo Luengas, y a pesar de ser hijo de un funcionario real, la familia de Ortega no gozaba de recursos suficientes y Ortega apenas había aprendido lo básico para su edad, siendo formado en la doctrina cristiana. A pesar de ello, Ortega era autodidacta, gracias al acceso a personas de cultura como su maestro Caldas.

### Participación en la independencia
Pese a que su padre era funcionario de la corona, él y sus hijos mayores fueron firmantes del acta de independencia del 20 de julio de 1810. Según cuenta el mismo Ortega en sus memorias, con 13 años estuvo presente en la firma del acta. De hecho, su padre y José María Carbonell estaban conjurados contra la administración española.
Su tío materno, Antonio Nariño, llevaba casi 12 años preso desde la traducción de los derechos del hombre y el ciudadano; de hecho, Nariño fue arrestado cuando José María tenía 2 años de edad.
El 4 de noviembre de 1810, Ortega ingresó al ejército rebelde como cadete del regimiento de infantería auxiliar bajo las órdenes del coronel José María Moledo, secretario de guerra de la Junta de Gobierno de Santafé, proclamada el 20 de julio de 1810 y encabezada por José Miguel Pey. Su rápido ascenso en la jerarquía militar le valieron elogios del coronel José Ramón de Leyva.
En 1811 marchó hacia Santa Marta bajo las órdenes del capitán Antonio Morales Galavis, gracias a una dispensa del presidente Pey. Ortega logró después que Morales lo destinara a la compañía de Pedro Salgar del Batallón Nacional, en lugar que ser enviado a Simaña bajo las órdenes del teniente Hermógenes Maza.

### Gobernador de Tunja (1820-1821)
En 1820 el presidente Bolívar lo nombró gobernador militar de la Provincia de Tunja, representando éste su primer cargo público y el inicio de su vida como civil después de concluida la guerra de independencia. Eliminó las comandancias particulares y en su lugar creó la comisaría general de guerra. También abrió escuelas primeras en toda la provincia y decretó la entrega de resguardos a pueblos indígenas de la zona.
Ortega envió a Bolívar 9000 hombres, 500000 pesos, 1200 cargas de víveres, 1900 reses y 2000 caballos para su campaña libertadora en Venezuela, todo supuestamente sin forzar a los habitantes de la zona a realizar donaciones; también abrió una fábrica de pólvora para abstecer las tropas bolivarianas en Venezuela. Entregó el cargo sin asuntos pendientes, según dijo en sus memorias.
Terminado su cargo, fue nominado como representante de Tunja ante el Congreso, pero Ortega renunció al poco tiempo para ser ascendido al grado de coronel.

### Gobernador de Cundinamarca (1826)
El 12 de junio de 1826, Ortega fue nombrado intendente general (actual cargo de gobernador) del Departamento de Cundinamarca por el presidente Simón Bolívar en reemplazo de José Sanz de Santamaría Prieto, ocupando el cargo hasta el 5 de diciembre de ese año. Fue reemplazado por Sanz de Santamaría.

### Consejero de Estado (1830-1832)
Ortega fue llamado por el presidente interino Domingo Caycedo para que ocupara una curul en el Consejo de Estado. Ortega asumió junto al arzobispo Fernando Caicedo y Flórez (tío del presidente), Félix de Restrepo, Juan Fernández de Sotomayor, Manuel Benito Rebollo, Modesto Larrea, Vicente Álvarez, José Joaquín de Olmedo, Vicente Azuero, Diego Fernando Gómez, José Fábrega y Vicente Borrero. Cuando Joaquín Mosquera asumió la presidencia, confirmó en sus cargos a los consejeros de estado.

### Gobernador de la Provincia de Bogotá (1838-1841)
El 8 de junio de 1838 fue nombrado Gobernador de la Provincia de Bogotá por el presidente José Ignacio de Márquez en reemplazo de José Nicolás Escobar Zerda, ocupando el cargo hasta el 2 de junio de 1939. 
Volvió como encargado al cargo en julio siendo secretario de Guerra, y lo ostentó nuevamente hasta el 31 de mayo de 1840, siendo sucedido por Tomás Cipriano de Mosquera. El 30 de julio estalló la Guerra de los Supremos, y Ortega logró mantener leal a Bogotá al gobierno Márquez.
Una tercera vez ocupó Ortega el cargo, esta vez entre el 10 y el 24 de mayo de 1841, bajo las órdenes del presidente Pedro Alcántara Herrán, reemplazando a Lino de Pombo.

### Secretario de Guerra y Marina de Colombia (1840)

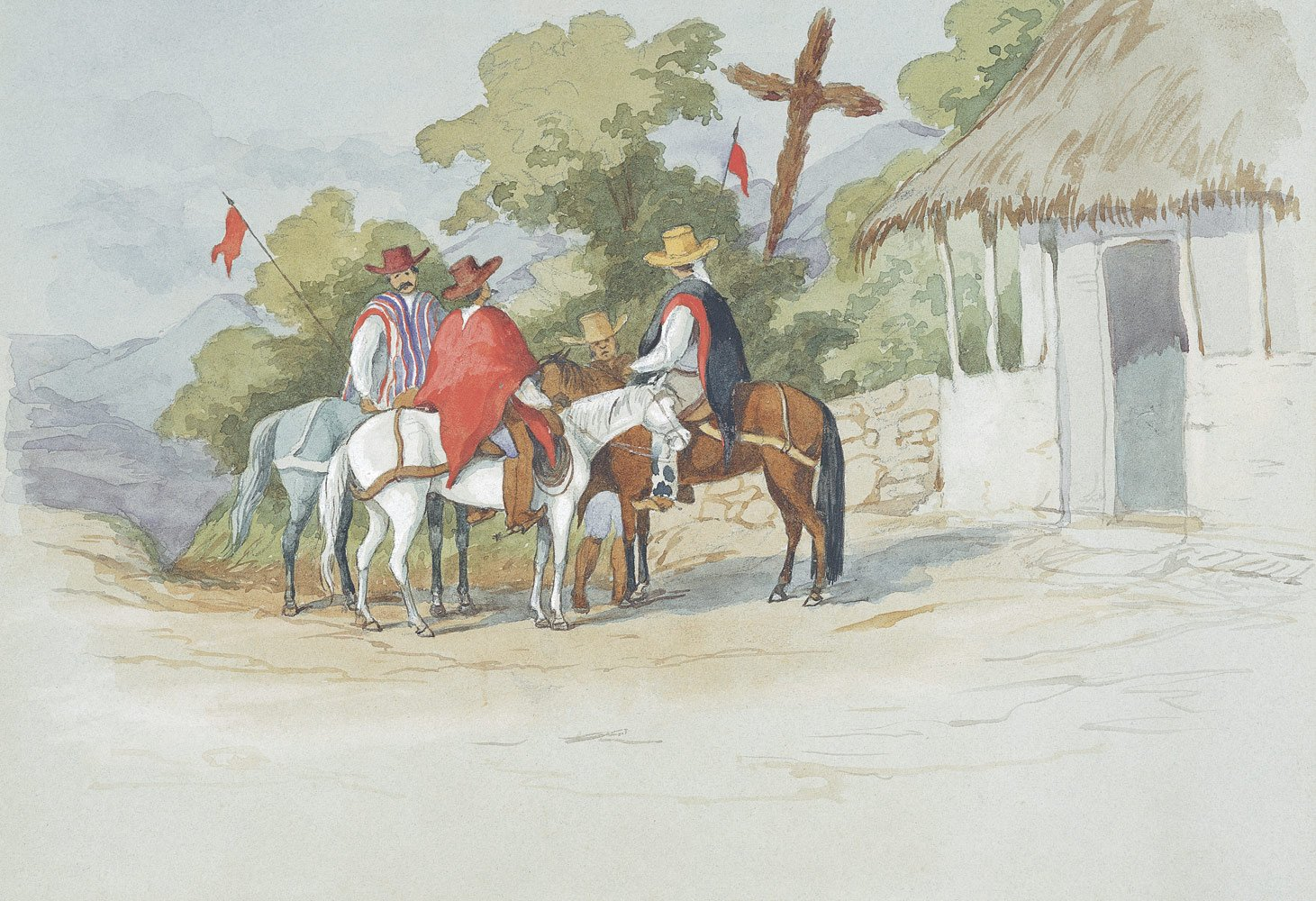
Milicias cerca de Bogotá, acuarela de 1843. Edward Walkhouse Mark.

El 4 de abril de 1840, el presidente Márquez lo nombró Secretario de Guerra y Marina de la Nueva Granada en plena Guerra de los Supremos, reemplazando precisamente al supremo del Cauca Tomás Cipriano de Mosquera, quien asumió la gobernación de Bogotá. 
Ortega ocupó la secretaría hasta el 18 de noviembre de ese año, cuando la confrontación interna escaló al punto que solamente Bogotá, Neiva, Buenaventura y Chocó permanecían leales al gobierno. Las tropas lideradas por José María Obando estaban empezando a tener importantes avances.

### Gobierno Mallarino (1857-1858)

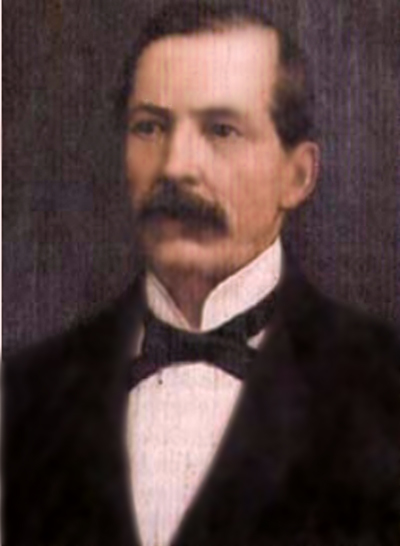
El presidente Manuel María Mallarino.

El 27 de agosto de 1857 el presidente Manuel María Mallarino lo llamó para que ejerciera como secretario de gobierno, en reemplazo de Domingo Maldonado. Ortega ocupó la secretaría hasta el final del gobierno Mallarino, el 1 de abril de 1857. Entre las políticas más relevantes de Ortega fueron la abolición de la pena de muerte en el Congreso, y el fin del monopolio de la Iglesia como ente del registro de los ciudadanos, pese a que Ortega y Mallarino eran abiertamente católicos.
En una segunda ocasión, Ortega sirvió al gobierno en la cartera de defensa. El 27 de junio de 1857 el presidente Mallarino lo llamó a que asumiera la secretaría en calidad de encargado, siendo el último en el cargo luego que el presidente Mariano Ospina Rodríguez sancionara la constitución de 1858 refundando el país como Confederación Granadina. Ortega no tuvo mayores sobresaltos durante su estancia en la cartera de guerra, ya que el país no entró en conflictos internos ni externos hasta el año siguiente.
Respecto a Ospina, éste suprimió la secretaría de guerra y creó una dependencia encargada de estos asuntos dentro de la secretaría de gobierno, nombrando a Manuel Antonio Sanclemente como su primer secretario, quien en la práctica ejerció como secretario de guerra.

### Últimos años
El general José María Ortega y Nariño falleció el 5 de diciembre de 1860, a los 64 años de edad, acompañado de su segunda esposa y sus hijos.

## Familia

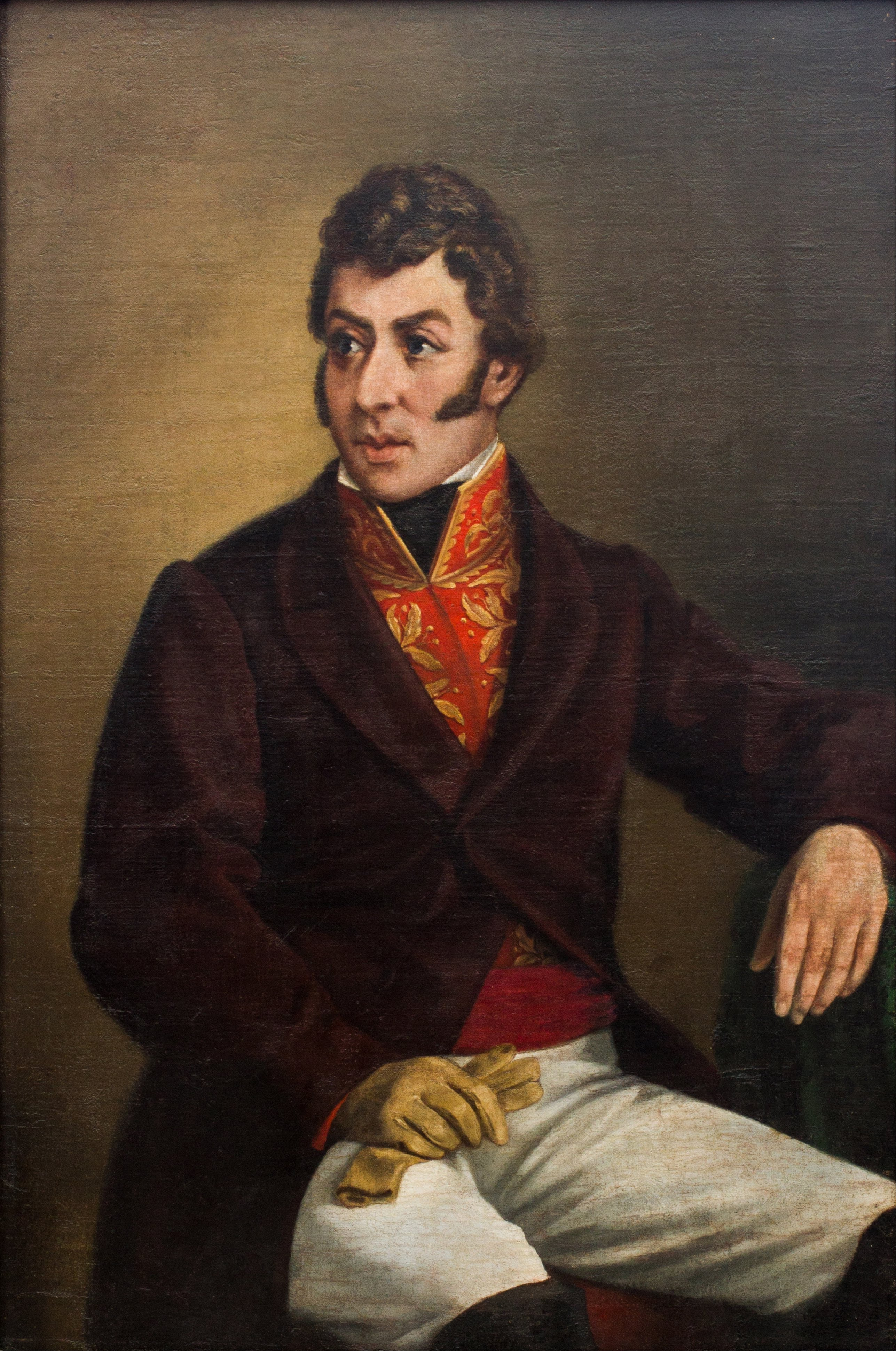
Su tío materno, Antonio Nariño.

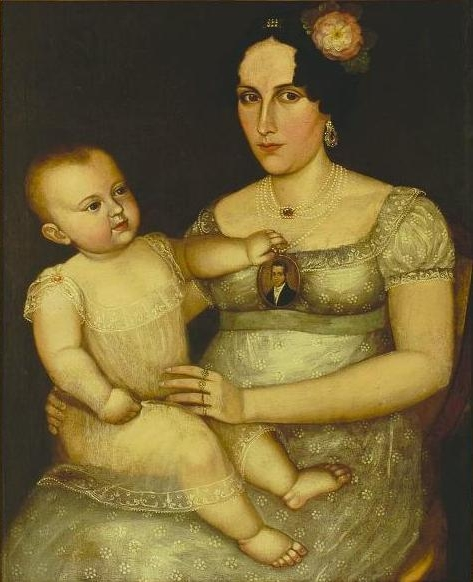
Su prima y esposa de su tío, Magdalena Ortega.

José María Ortega era miembro de la aristocracia criolla de Santafé estando emparentado con varios próceres de la independencia y primeros dirigentes políticos de la joven república de Colombia. Era hijo del militar José Ignacio Vicente Tadeo Ortega y Mesa, y de su esposa María Benedicta "Benita" Josefa Nariño y Álvarez, siendo sus hermanos Carlos, Mariano, María Rita, María Cecilia y María Dolores de la Cruz Ortega y Nariño.
Su padre era hijo del militar José Ignacio Ortega Gómez de Salazar, administrador de aguardientes de Santafé. Pese a que José Vicente era funcionario de la corona española, él consintió los ideales independenistas, y a pesar de haber firmado el acta de independencia del 20 de julio de 1810 junto a sus hijos Carlos y Mariano Ortega, Pablo Morillo no molestó a su familia durante la reconquista.
Por otro lado, su madre era hija del oficial Vicente Nariño, y hermana del prócer de la independencia Antonio Nariño y Álvarez del Casal. Nariño se casó con Magdalena Ortega y Mesa, sobrina del padre de José María Ortega, lo que la convierte en su prima. Los hermanos Nariño Álvarez eran a su vez eran sobrinos del político español Manuel de Bernardo Álvarez del Casal. Álvarez era yerno del Marqués de San Jorge, Jorge Miguel Lozano, por estar casado con su cuarta hija, Josefa Lozano de Peralta, hermana del prócer de la Independencia, Jorge Tadeo Lozano.

### Matrimonio y descendencia
El 28 de noviembre de 1813 José María Ortega se casó con Mercedes Párraga Hidalgo, venezolana natural de Valencia y famosa por su heroísmo durante la guerra. Tuvieron como hijos a Mercedes, Emilia, Ulpiana y José María Ortega Párraga. Fue padrino de este matrimonio el ilustre Simón Bolívar.

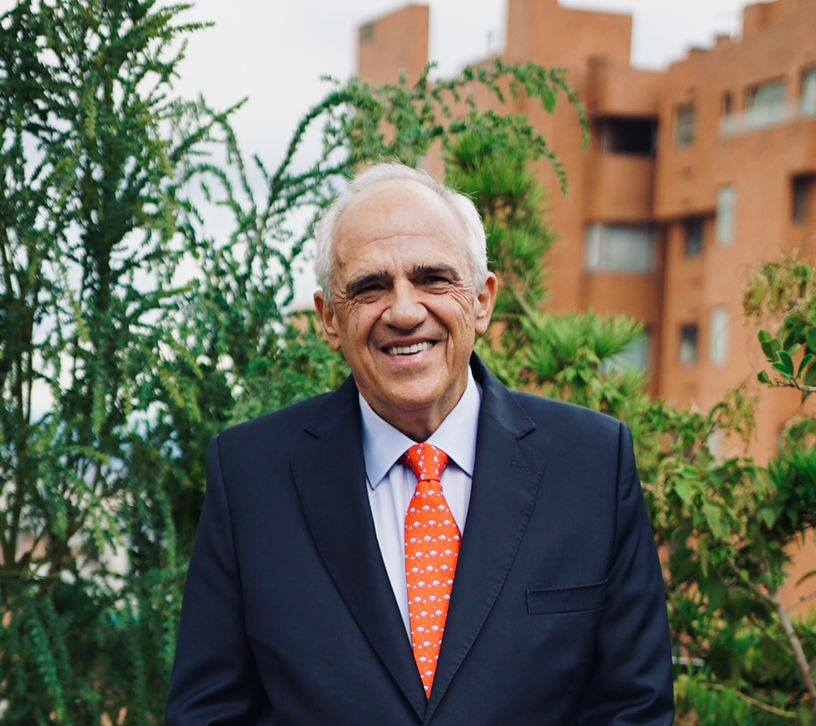
El expresidente Ernesto Samper, uno de sus trastataranietos por la línea de su nieto Daniel Samper Ortega.

José María fue padre de Belén Ortega Ortega, quien se convirtió en esposa del empresario Tomás Samper Brush (hijo del político Miguel Samper Agudelo). Los Samper Ortega fueron padres de Daniel Samper Ortega, el abuelo de Ernesto y Daniel Samper Pizano, lo que convierte a los hermanos Samper Pizano en trastataranietos de Ortega. 

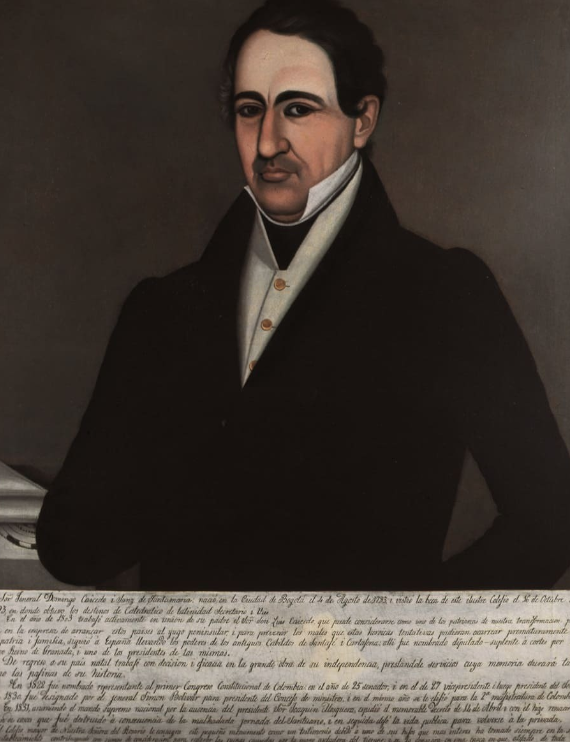
El expresidente Domingo Caycedo, su cuñado a partir de 1829.

Otro ilustre descendiente suyo es el sacerdote católico y académico Rafael María Carrasquilla, hijo de Emilia Ortega y del escritor Ricardo Carrasquilla, quien a su vez era primo de José María Ortega por ser hijo de su hermana María Dolores. Carrasquilla ostentó la rectoría del colegio mayor de Nuestra Señora del Rosario (Universidad del Rosario) de 1891 a 1930, siendo uno de los rectores más longevos de la historia de ese centro educativo.  
Su hija Ulpiana se casó con un sobrino de Trinidad Ricaurte Nariño, madre del expresidente José Manuel Marroquín, quien misteriosamente desapareció en la hacienda Yerbabuena, propiedad de su esposo. Trinidad era sobrina de Antonio Nariño, y por tanto era prima de José María Ortega, lo que convierte a José Manuel Marroquín en sobrino segundo de Ortega.  
En 1828 Ortega enviudó y volvió a casarse en Bogotá, el 9 de agosto de 1829, esta vez con Teresa Caycedo Sanz de Santamaría, hermana del expresidente Domingo Caycedo e hija del exalcalde de Bogotá Luis Caycedo y Flórez y sobrina del futuro arzobispo de la ciudad, Fernando Caycedo. Tuvieron como hijos a Segundo, Teresa, Valentina, María, Belén y Francisco Ortega y Caycedo.